# Louis de Carné
Louis-Joseph Marcelin de Carné,  född den 17 februari 1804 i Quimper, död den 12 februari 1876 i Plomelin, var en fransk greve, skriftställare och politiker.
Carné var först diplomat, därefter en tid deputerad och blev 1847 chef för handelsdepartementet i utrikesministeriet. Bland hans många arbeten kan nämnas Vue sur l'histoire contemporaine (1833), Des intérêts nouveaux en Europe depuis la revolution de 1830 (1838), Études sur les fondateurs de l'unité française (1848, 2:a upplagan 1856), Un drame sous la terreur (1856) och L'Europe et le second empire (1865). Carné blev 1863 medlem av franska akademien.